# Лугове (Полтавський район)
Лугове (до 2016 — Ленінове) — село в Україні, у Драбинівській сільській громаді Полтавського району Полтавської області. Населення становить 181 осіб.

## Географія
Село Лугове знаходиться на лівому березі річки Маячка, вище за течією на відстані 4 км розташоване село Довга Пустош, нижче за течією на відстані 1,5 км розташоване село Рекунівка, на протилежному березі — село Суха Маячка. Річка в цьому місці пересихає, на річці невелика загата.

## Назва
Село було внесено до переліку населених пунктів, які потрібно перейменувати згідно із законом «Про засудження комуністичного та націонал-соціалістичного (нацистського) тоталітарних режимів в Україні та заборону пропаганди їхньої символіки».

## Історія
12 червня 2020 року, відповідно до розпорядження Кабінету Міністрів України № 721-р «Про визначення адміністративних центрів та затвердження територій територіальних громад Полтавської області», село увійшло до складу Драбинівської сільської громади[1].
19 липня 2020 року, в результаті адміністративно - територіальної реформи та ліквідації  Новосанжарського району, село увійшло до складу новоутвореного Полтавського району[2].

## Населення

### Мова
Розподіл населення за рідною мовою за даними перепису 2001 року:
| Мова            | Кількість | Відсоток |
| --------------- | --------- | -------- |
| українська      | 173       | 95.58%   |
| російська       | 1         | 0.55%    |
| інші/не вказали | 7         | 3.87%    |
| Усього          | 181       | 100%     |

## Економіка
- Молочно-товарна та вівце-товарна ферми.